# Distretto di Túcume
Il distretto di Túcume è uno dei dodici distretti della provincia di Lambayeque, in Perù. Si trova nella regione di Lambayeque e si estende su una superficie di 67 chilometri quadrati.

Istituito il 17 novembre 1894, ha per capitale la città di Túcume; nel censimento del 2005 contava 20.951 abitanti.